# جيمي بيتمان
جيمي بيتمان (بالإنجليزية: Jamie Pittman) مواليد 18 يوليو 1981 في بريزبان، كوينزلاند، أستراليا، هو ملاكم محترف أسترالي بدأ مسيرته الاحترافية سنة 2004 حيث انتصر في نزاله الأول. شارك في دورة الألعاب الأولمبية الصيفية سنة 2004.

## إحصائيات
خاض خلال مسيرته 25 نزالا، فاز في 22 ولم يتعادل وخسر في 3. فاز بالضربة القاضية في 11 نزالا.

## روابط خارجية
- جيمي بيتمان على موقع بوكس ريك (الإنجليزية) (registration required)
- جيمي بيتمان على موقع اللجنة الأولمبية الدولية (الإنجليزية)
- جيمي بيتمان على موقع أوليمبيديا (الإنجليزية)
- جيمي بيتمان على موقع اللجنة الأولمبية الأسترالية (الإنجليزية)
- جيمي بيتمان على موقع اتحاد ألعاب الكومنولث (مؤرشف) (الإنجليزية)